# 迈宁根
迈宁根（德語：Meiningen，發音：[ˈmaɪnɪŋən] ⓘ）是德国图林根州施马尔卡尔登-迈宁根县的城市，也是施马尔卡尔登-迈宁根县的县治，面积123.03平方千米，2023年12月31日人口为24,867人。2019年1月1日，市镇亨讷贝格、瓦尔巴赫和瓦尔多夫并入迈宁根。同年12月31日，市镇施泰普弗斯豪森并入迈宁根。2024年1月1日，市镇叙尔茨费尔德并入迈宁根。